# Deux Mélodies, op. 27 de Fauré
Les Deux Mélodies, op. 27, sont un cycle de mélodies françaises du compositeur Gabriel Fauré, écrites en 1882.

## Contexte et création

### Chanson d'amour
La première mélodie, composée sur un poème d'Armand Silvestre, est dédiée à « Mademoiselle Jane Huré ». Elle est publiée par Hamelle la même année. La création a eu lieu à la Société nationale de musique le 9 décembre 1882 par la dédicataire, la soprano Jane Huré.

## Structure
Le cycle se compose de deux mélodies :
1. Chanson d'amour
2. La fée aux chansons